# Luigi Vassalli
Luigi Vassalli, noto anche con lo pseudonimo di Luigi Vassalli-bey (Milano, 8 gennaio 1812 – Roma, 13 giugno 1887), è stato un egittologo e patriota italiano.

## Biografia
Vassalli nacque nel 1812 a Milano, ove nel 1828 si iscrisse all'Accademia di Brera e nello stesso periodo aderì all'attivismo mazziniano. Dopo una congiura fallita, fu condannato a morte, ma fu successivamente graziato ed esiliato. Si trasferì in diversi luoghi in tutta Europa, recandosi infine in Egitto, dove iniziò a lavorare per il governo locale.
Nel 1848 Vassalli tornò in patria per unirsi ai moti rivoluzionari contro l'Impero austriaco, ma dopo la sconfitta tornò in Egitto, dove divenne ritrattista e guida archeologica per ricchi stranieri. Intorno al 1858 fu nominato Ispettore degli scavi dall'egittologo francese Auguste Mariette, che all'epoca era Direttore delle Antichità. Vassalli assistette agli scavi di Giza e Saqqara fino al 1860, quando diede le dimissioni e tornò nuovamente in patria per contribuire alla spedizione dei Mille guidata da Giuseppe Garibaldi. Dopo la vittoria, fu nominato Conservatore di I° Classe al museo archeologico nazionale di Napoli; tuttavia, l'ufficio fu presto abolito dalla gestione del museo ancora filoborbonico e Vassalli tornò di nuovo al Cairo.
Tra il 1861 e il 1868, Vassalli svolse diverse esplorazioni archeologiche in molti siti egiziani come Tanis, Saqqara, Dendera e Edfu. Inviò molti resti di mummie al museo civico di storia naturale di Milano e nel 1871 eseguì circa 150 calchi dai monumenti esposti nel museo egizio del Cairo, che portò con sé a Firenze. Durante il suo breve soggiorno in questa città, il governo italiano gli chiese di ispezionare molte collezioni egiziane in Italia, dopodiché tornò ai suoi doveri al Cairo.
Sempre nel 1871, insieme a Mariette scoprì a Meidum la mastaba di Nefermaat, famosa per la scena comunemente chiamata "le oche di Meidum". Vassalli rimosse con cura l'intera scena dal muro della tomba e la ricompose all'interno del museo Bulaq. Ciò scatenò una polemica oltre un secolo dopo, quando in una ricerca del 2015 l'egittologo Francesco Tiradritti suggerì che la scena dell'oca di Meidum sia un falso del XIX secolo, probabilmente realizzato dallo stesso Vassalli, un'affermazione respinta dalle autorità egiziane.
Dopo la morte di Mariette nel 1881, Vassalli divenne Direttore ad interim fino all'insediamento di Gaston Maspero . Si ritirò nel 1884 e tornò a Milano e poi a Roma, ove si suicidò nel 1887. Per suo testamento, tutti i suoi documenti furono donati alla città di Milano.

## Opere significative
- I monumenti storici egizi: il museo e gli scavi d'antichità eseguiti per ordine di SA Il viceré Ismail Pascia, Milano, 1867.